# رودريغو باربوسا رودريغوس كوستا
رودريغو باربوسا رودريغوس كوستا (بالبرتغالية: Rodrigo Costa‏) (30 يوليو 1975 في البرازيل - ) هو لاعب كرة قدم برازيلي في مركز قلب الدفاع. لعب مع ستاندارد لييج وسيرو بورتينيو وغريميو بورتو أليغرينزي وميونخ 1860 ونادي بالميراس ونادي جوفنتودي ونادي سانتوس ونادي غواراني ونادي ماريتيمو وVeria F.C. ‏ وماريليا أتلتيكو ‏ وكومرسيال ‏ وResende FC ‏.

## وصلات خارجية
- رودريغو باربوسا رودريغوس كوستا على موقع قاعدة بيانات كرة القدم.إي يو (الإنجليزية)
- رودريغو باربوسا رودريغوس كوستا على موقع بيانات كرة القدم. دي إي (الألمانية)
- رودريغو باربوسا رودريغوس كوستا على موقع Soccerway.com (الإنجليزية)
- رودريغو باربوسا رودريغوس كوستا على موقع عالم كرة القدم.نت (الإنجليزية)